# Tecnologia dell'Universal Century
Questa voce tratta della tecnologia fantascientifica della linea cronologica Universal Century descritta nella metaserie di anime chiamata Gundam, ed in massima parte immaginata dallo staff dello Studio Nue per la serie TV Mobile Suit Gundam del 1979.

## Tecnologia dei Mobile Suit

### AMBAC
Active Mass Balance Auto Control (AMBAC) è una tecnologia fondamentale che permette ai mobile suit di manovrare senza razzi di assetto nello spazio a zero-G, per mezzo di movimenti precisi degli arti. La tecnologia AMBAC in congiunzione con i reattori a fusione sviluppati dal dr. Y.T. Minovsky resero realizzabili praticamente i mobile suit.
L'AMBAC funziona applicando la terza legge del moto di Isaac Newton riguardo l'inerzia per implementare cambi in direzione. Per esempio se una persona in un ambiente in microgravità dove l'attrito sia trascurabile (per esempio lo spazio esterno) piazzasse il suo braccio sinistro sul petto quindi lo allargasse a lato, il risultante movimento di inerzia del braccio farebbe ruotare il resto del suo corpo nell'altra direzione per conservare il momento angolare. Quando il movimento del braccio viene arrestato si arresta anche la rotazione del corpo. Il sistema AMBAC coordina i movimenti e i micromovimenti in maniera precisa, permettendo un continuo stato di equilibrio e stabilità senza spendere massa di reazione. Per la maggior parte del tempo l'attività dell'AMBAC è invisibile ad occhio nudo, dato che gli spostamenti sono minimi. Per sua natura l'AMBAC può riorientare le unità riguardo al loro centro di massa e non è un sostituto per la propulsione. Questo sistema è simile in principio ai giroscopi usati nei satelliti moderni, sebbene sia ovviamente più complesso. Dato che le armi e le braccia di un mobile suit rappresentano una parte significativa della sua massa totale, il sistema AMBAC permette al centro di massa di spostarsi al di fuori del corpo, fornendo perciò un metodo per schivare proiettili o altri piccoli oggetti. I mobile suit che eseguono manovre AMBAC sono probabilmente simili ai moderni astronauti quando eseguono attività extraveicolari: entrambi hanno una struttura corporea simile e il loro uso della massa per controllare la propria rotazione sarà pertanto simile, anche se calcolato con mezzi differenti.
w:ja:AMBAC

#### Tail Binder / Wing Binder
I binder sono strumenti tecnologici che forniscono controlli aggiuntivi per i sistemi AMBAC. L'idea è semplice: Se quattro braccia possono manovrare l'unità meglio di nessuna, perché non equipaggiare l'unità con 5 o più?". L'avanzamento tecnologico risultante è il tail binder. Installato per la prima volta sul MSN-00100 Hyaku Shiki, il tail binder fu usato originariamente come parte dell'interfaccia per testare il concetto di mobile suit trasformabili. Il tipo installato sull'Hyaku Shiki non era sufficientemente avanzato da essere in grado di permettere la trasformazione, il tail binder servì infine da quinto "arto" dimostrando l'utilità del concetto. L'unità si comportò bene contro i mobile suit tradizionali, mostrando una mobilità superiore. L'Anaheim Electronics lo installò successivamente sulla maggior parte dei mobile suit della stessa serie appartenenti al Progetto Zeta. Un cugino del tail binder è il wing binder installato sulla maggior parte dei mobile suit trasformabili con il wave rider mode come ali. Il sistema sfrutta le ali come arti aggiuntivi per il sistema AMBAC quando il mezzo è in modalità mobile suit.

### Compensatore
Un elemento standard della tecnologia dei mobile suit il Compensatore, è lo strumento responsabile per manterere eretto un mobile suit. Questo strumento corregge automaticamente l'assetto riguardo al terreno su cui il mobile suit sta camminando. È questo strumento a permettere ai mobile suit di camminare come esseri umani. I compensatori sono piazzati lungo tutto il corpo della struttura del mobile suit, con i sistemi primari situati nei piedi

### Movable frame
La movable frame è un nuovo concetto nella costruzione di mobile suit, introdotta dopo l'Operazione Polvere di Stelle. In precedenza tutte le mobile suit erano basato su una struttura interna rudimentale, racchiusa in uno strato esterno di robusta armatura. Comunque le armi a raggio erano in grado di trapassare con facilità questa armatura, perciò i progettisti di mobile suit iniziarono a ridurre l'armatura delle mobile suit al minimo indispensabile, arrivando infine all'invenzione della movable frame. Questa incorpora tutti i meccanismi vitali della mobile suit perciò riducendo il tempo di risposta, aumentando l'affidabilità e l'efficienza energetica, e nello stesso tempo rendendola più agile. La prima mobile suit a sperimentare questo sistema fu la RX-178 Gundam Mk-II e successivamente questo divenne un elemento standard della costruzione di mobile suit.
w:ja:ムーバブルフレーム

## Tecnologia dei mobile Armor

### Rivestimento semitrasparente
Il rivestimento semitrasparente (半透体コーティング) serviva inizialmente come protezione dalle armi laser sviluppate nella cronologia dell'Universal Century, anche prima della Guerra di Un Anno. Comunque a causa dell'uso massiccio di armi a megaparticelle e della necessità di sviluppare una corazza protettiva, questa tecnologia non è più un requisito base sulle mobile weapons. Questa tecnologia venne usata nel Colony Laser, Solar Ray, usato dalle forze di Zeon.

### Rivestimento anti armi a raggio
Il rivestimento contro armi a raggio (abbreviato ABC: Anti-beam coating) venne introdotto sullo MSN-0100 Hyaku Shiki. Questa tecnologia riveste di strati multipli di capacità calorifica specifica la corazza e evapora quando esposta a alte temperature. Fornisce una protezione che man mano si riduce contro le armi a raggio. Comunque a causa della sua natura di funzionamento può proteggere solo contro pochi colpi che centrino lo stesso punto.

### Mantello anti armi a raggio
Nel UC 133 venne introdotto il mantello anti armi a raggio per fornire una protezione facilmente reinstallabile contro le armi a raggio. L'idea è semplice: il rivestimento anti armi a raggio viene applicato a un pezzo di stoffa invece che all'unità stessa. Il mantello può quindi essere scartato con semplicità una volta che ha perso tutto il suo rivestimento (e quindi la sua protezione). Sebbene la maggior parte delle unità fosse già equipaggiata con scudi a raggi, il mantello ABC era più discreto rispetto al brillante scudo di luce che rende le unità dei bersagli visibili.

## Fisica di Minovsky
La Minovsky Physics Society venne formata nel UC 0045 nella colonia spaziale di Side 3. Le sue ricerche erano indirizzate allo sviluppo di un reattore a fusione nucleare. Nell'anno UC 0047 iniziò lo sviluppo del reattore Minovsky-Ionesco
Battezzato in onore del suo inventore, il professor Yuri Torenov Minovsky, questo reattore fu radicale poiché fu il primo a fusione pulito che emetteva zero radiazioni. L'equazione nucleare era:
{\displaystyle {}_{2}^{3}\mathrm {He} +{}_{1}^{2}\mathrm {H} \to {}_{2}^{4}\mathrm {He} +\mathrm {p} } (energia rilasciata: 18,35 MeV)
Il materiale reagente usato era un raro isotopo dell'elio conosciuto come elio-3 (cioè con il nucleo atomico composto da 2 protoni e un 1 neutrone). L'Elio-3 viene fatto fondere con un atomo di deuterio (idrogeno pesante) per formare lo stabile Elio-4 e un singolo protone. Poiché il protone ha carica positiva può essere intrappolato con facilità in un campo magnetico. Il principale problema pratico di questa reazione è che l'elio-3 è estremamente raro, ci sono pochi depositi sulla terra, costituiti principalmente da miniere di uranio, già esaurite. I reattori a fusione del mondo di Gundam richiedono una costante fornitura di elio-3 importato da Giove, perciò segnando l'inizio della Jupiter Energy Fleet (JEF). La JEF viaggiava dalla Terra a Giove, ricco di elio-3, e quindi tornava indietro con il gas raccolto. Si deve far rilevare che nella fisica del mondo reale la fusione di elio-3 e deuterio conduce all'inevitabile reazione deuterio-deuterio. Inoltre significative quantità di elio-3 sono state scoperte sulla Luna, sebbene ce ne sia certamente molto di più su Giove.

w:ja:ミノフスキー物理学

### La particella Minovsky
AVVISO: quanto segue fa parte della trama di un'opera letteraria e non è una teoria scientifica reale.
Nell'UC 0065 mentre la Minovsky Physic Society stava lavorando sul reattore si imbatté in uno strano effetto d'onda elettromagnetico nel reattore Minovsky-Ionesco che non poteva essere spiegato dalla fisica convenzionale. Negli anni successivi venne identificata la causa: una nuova particella elementare generata dalla reazione dell'elio-3 con le pareti interne del reattore, che venne nominata particella Minovsky o particella M. La particella M possiede massa di riposo prossima allo zero, sebbene come ogni altra particella il suo incremento di massa riflette la sua energia potenziale o cinetica - e in grado di portare una carica positiva o negativa. Quando dispersa nello spazio aperto o nell'aria le forze ripulsive tra le particelle Minovsky cariche le fanno spontaneamente allineare in una struttura regolare chiamata I-field. L'I-Field si espande lentamente e si disperde nello spazio, comunque occorrono approssimativamente 29 giorni prima che nella regione possano essere effettuate nuovamente delle normali comunicazioni elettromagnetiche.
L'uso principale delle particelle M fu nelle comunicazioni e nel combattimento. Quando le particelle Minovsky vengono disperse in grande quantità nello spazio o all'aria aperta queste interferiscono con le normali radiazioni, come le microonde e le onde radio. Le particelle M interferiscono anche con il funzionamento dei circuiti elettronici e distruggono quelli non protetti a causa della loro carica elettrica che agisce come un impulso elettromagnetico continuo sugli oggetti in metallo. A causa del modo in cui le particelle M reagiscono con il funzionamento delle radiazioni, i sistemi radar e comunicazioni non via cavo diventano inutili, i segnali infrarossi vengono deviati e diminuiscono d'efficacia e la luce visibile offuscata. Questo venne detto "effetto Minovsky".
Il disturbo della radiazione elettromagnetica è causata alla struttura dell'I-Field che crea frange d'inteferenze che radiazioni di lunghezza d'onda maggiore non possono penetrare mentre devia quelle di lunghezze d'onda similare. Questo processo di diffrazione e polarizzazione interferisce con le radiazioni elettromagnetiche. Un secondo uso dell'I-Field (e delle particelle Minovsky in generale) è la repulsione di particelle di plasma cariche e di Mega particelle prive di carica provenienti dalla superficie di un I-Field, che possono essere sfruttate sia per la generazione di energia che per la tecnologia degli armamenti. Se controllate le particelle possono formare frange d'interferenza di diverse dimensioni e interferire ulteriormente con radiazioni elettromagnetiche di lunghezza d'onda minore. Questo fornì le basi per la miniaturizzazione dei reattori a fusione installati nei mobile suit, dato che un I-Field controllato può bloccare le radiazioni infrarosse e pertanto le alte temperature della reazione termonucleare e ridurre il bisogno di un sistema di raffreddamento. Senza questo un pilota sarebbe bollito vivo in pochi nanosecondi e la mobile suit esploderebbe diventando vetro superiscaldato, spiegando perciò le molte perdite nella serie quando il reattore di un mobile suit viene penetrato da un'arma a raggi potente a sufficienza da disperdere un I-Field.
La sola cosa che può contrastare una particella M nella serie fu di installare schermature ingombranti e costose su tutte le apparecchiature elettriche, ma ciò solo per contrastare gli effetti sui circuiti elettrici. Pur essendo possibile fare questo nei mezzi militari ciò non era possibile per armi con sistemi di guida di precisione, come i missili guidati. A causa di ciò l'effetto delle particelle Minovsky riportò in auge il combattimento a distanza ravvicinata. Questo fu il motivo principale per la nascita dell'arma di combattimento ravvicinato di Zeon: il mobile suit.
w:ja:ミノフスキー物理学#ミノフスキー粒子

### Reattore a fusione ultracompatto Minovsky
Nell'UC 0071, i ricercatori di Zeon svilupparono il "reattore a fusione Minovsky ultracompatto". Invece di un campo magnetico convenzionale questa versione migliorata del reattore Minovsky-Ionesco utilizzava un I-Field come campo di contenimento per confinare e comprimere il carburante innescando la fusione nucleare. Il sottoprodotto delle particelle Minovsky dovuto alla fusione di elio-3 veniva quindi riciclato per alimentare la fusione. Le particelle Minovsky che formano il reticolato dell'I-field aiutavano anche a catalizzare la reazione di fusione, in maniera simile alla fusione catalizzata da muoni investigata dagli scienziati del mondo reale negli anni 1950. Questo progetto superefficiente è grande solo un quinto di un reattore Minovsky-Ionesco convenzionale di potenza equivalente, e venne quindi adottato come equipaggiamento standard dei mobile suit.
w:ja:ミノフスキー物理学#ミノフスキー・イヨネスコ型熱核反応炉

### Le megaparticelle
A causa delle forze repulsive tra particelle Minovsky dotate di carica positiva e negativa, è richiesto un grande ammontare di energia per comprimere un reticolo I-field. Se se ne applica abbastanza l'I-field viene compresso a sufficienza da fondere le particelle Minovsky in una massiccia mega particella elettricamente neutra. L'energia usata per creare la mega particella viene espressa sia come massa, che come velocità. Non più soggetta alle forze elettriche che bloccavano il reticolo I-field le particelle schizzano fuori dal campo magnetico che era stato usato per comprimerle. L'arma richiede un secondo I-field che funzioni da "canna di cannone" per impedire che la mega particella distrugga l'arma che l'ha creata. Questo flusso di pesanti megaparticelle in rapido movimento, diversamente da un raggio convenzionale elettricamente carico, non può essere deflesso da campi magnetici. Nell'UC 0070 i ricercatori di Zeon sfruttarono questo fenomeno per creare il temuto cannone a megaparticelle.
Le nuove armi derivate dalla fisica di Minovsky sono indicate con il termine generico di "armi a raggio". Ne esistono due varietà diverse, una che usa le normali particelle Minovsky e l'altra che sfrutta le megaparticelle ottenute fondendo insieme particelle Minovsky dotate di carica positiva e negativa.
w:ja:ミノフスキー物理学#メガ粒子

## Tecnologia Minovsky
w:ja:ミノフスキー物理学#ミノフスキー理論応用兵器体系

### Cannone a megaparticelle
L'ubiquo cannone a megaparticelle - variamente indicato come cannone a raggi, mega cannone o mega cannone a raggi - è l'arma standard delle astronavi militari e dei mobile armor del mondo di Gundam. Quest'arma spara un raggio focalizzato di megaparticelle ad alta velocità che non possono essere deflesse da campi magnetici e sfondano ogni barriera composta da materiali convenzionali. La potenza di fuoco di un cannone a megaparticelle è 4 volte maggiore di un'arma laser convenzionale della stessa epoca, ed è inoltre ancora più efficiente a causa della rivestimento semitrasparente che ricopre la corazza della maggior parte dei mezzi e che rende le armi laser virtualmente inutili.
Per creare la mega particella queste devono prima esser collezionate da un reattore a fusione Minosky in uno strumento chiamato compressore di particelle, dove vengono compresse in un I-field ad alta densità fino al momento in cui sono fuse in megaparticelle. Le prestazioni del cannone a megaparticelle sono perciò limitate dalla capacità del reattore di produrre particelle Minovsky.
Sebbene sia diventato rapidamente l'armamento standard delle astronavi i requisiti energetici del cannone a megaparticelle, ed il puro ingombro del compressore di particelle preclusero inizialmente la sua installazione su mobile suit. In conseguenza di ciò i MS-05 Zaku I e MS-06 Zaku II del Principato di Zeon furono armati con armi a proiettili convenzionali e missili, piuttosto che con armi a raggi. Come riferimento al generatore di bordo di un incrociatore leggero classe Musai occorrono 15 minuti per comprimere le megaparticelle necessarie a un colpo del cannone di bordo installato, i tempi di ricarica per il molto più piccolo generatore di un mobile suit sarebbero stati proibitivamente lunghi in combattimento.
w:ja:ミノフスキー物理学#メガ粒子砲

### Testata-M
L'effetto di interferenza delle particelle Minovsky con le onde elettromagnetiche a bassa frequenza può essere usata in combattimento come testata per missili. La testata-M sparge le particelle Minosky sul campo di battaglia bloccando tutte le forme di comunicazione wireless e tutti i sistemi di rivelamento, eccetto che per la luce visibile.
La testata-M venne intensamente usata durante la guerra di un anno, ma successivamente furono firmati trattati che ne impedivano l'uso per l'effetto devastante che avevano sulle apparecchiature e installazioni civili e sull'economia. La testata M, come le testate nucleari, venne bandita dal campo di battaglia. Comunque la maggior parte delle astronavi continuò a essere equipaggiata con testate-M e i loro capitani la usarono ogni volta che riuscivano a ottenerne il permesso dal comando, inoltre la maggior parte dei Mobile Suit continuò a disperdere particelle Minovsky.
w:ja:ミノフスキー物理学#M弾頭

### Minovsky Craft System
Essendo composto di particelle cariche un I-field è incapace di penetrare metallo, acqua, la superficie terrestre o altri materiali conduttori e può essere sagomato semplicemente intrappolandolo in un campo elettromagnetico. Perciò a basse altitudini è possibile generare usare un I-field come cuscinetto tra la parte inferiore di un veicolo e il suolo ottenendo una spinta di galleggiamento che contrasti la gravità. Questo principio venne usato per la creazione del Minovsky Craft System, che permette a un'astronave o a un veicolo pesante di "volare" sulla Terra. Il Principato di Zeon fu lento a sfruttare questo principio e le uniche unità equipaggiate con un Minovsky Craft system durante la guerra di un anno furono il MAX-03 Adzam e i tre prototipi di mobile armor del Progetto Apsalus. Comunque la Federazione Terrestre adottò rapidamente il sistema sulle sue portamobile suit classe Pegasus. Questo permise alle astronavi classe Pegasus di uscire e rientrare dall'atmosfera terrestre e di volare al suo interno.
Il sistema non poté essere miniaturizzato per essere adottato su un mobile suit fino all'UC 0100. Il primo a essere equipaggiato con questo sistema fu il RX-104FF Penelope da Hathaway's Flash, l'RX-105 Ξ Gundam che compare nella stessa serie fu equipaggiato anch'esso con questo sistema. Successivamente a questo periodo tutti i modelli di fascia alta, come l'F-91, V Gundam, V2 Gundam, ebbero questo sistema installato.
w:ja:ミノフスキー物理学#Iミノフスキークラフト

### Beam rifle
Per aggirare le richieste d'energia del cannone a megaparticelle, le Forze Federali Terrestri (con l'aiuto del dr. Minovsky che aveva abbandonato Zeon) svilupparono l'E-cap (Energy capacitator, "accumulatore d'energia"). Questo strumento immagazzina le particelle Minovsky in uno stato energetico altamente compresso, così che serva solo una minima aggiunta di energia per innescare la fusione in megaparticelle. L'E-cap viene caricato dai compressori di particelle installati nella base del mobile suit e quindi funziona come una batteria fino a che non esaurisce la carica di particelle (circa una ventina di colpi), dopodiché diventa inutile. Durante la guerra di un anno le Forze Federali perfezionarono l'E-cap e lo usarono per creare un cannone a megaparticelle miniaturizzato, il beam rifle ("fucile a raggi") con cui equipaggiare i loro primi prototipi di mobile suit.
La limitata capacità dell'E-cap si dimostrò una mancanza significativa. L'RX-78 Gundam, per esempio, poteva sparare solo 16 colpi prima di esaurire la carica. Poco dopo la fine della guerra venne ulteriormente raffinato introducendo un E-cap ricaricabile denominato "E-pack". Un mobile suit equipaggiato con E-pack di scorta poteva rimpiazzarli durante la battaglia per rifornire il suo fucile a raggi.
Le ricerche sulle armi a raggi del Principato di Zeon vennero grandemente rallentate dalla defezione del dr. Minosky e fu in grado di installare cannoni a megaparticelle solo sui grandi mobile armor. Sebbene furono installati cannoni a megaparticelle su MSM-03 Gogg, MSM-04 Acguy, MSM-07 Z'Gok e MSM-10 Zock, fu solo a partire dallo sviluppo del MS-14 Gelgoog che la tecnologia degli E-cap poté essere installata su ogni mobile suit di Zeon.
Nella prima edizione italiana quest'arma è nota come "fucile laser", ma, il beam rifle non ha nulla a che fare con il laser; infatti, il laser è un raggio di luce coerente.
w:ja:ビームライフル (ガンダムシリーズ)#宇宙世紀におけるビームライフル

### Beam spray gun
Poiché il fucile a raggi era un'arma relativamente costosa a causa dei lunghi I-field convergenti che direzionano le megaparticelle verso il bersaglio, venne sviluppata una versione a raggio d'azione più limitato definita, detta beam spray gun. La canna più corta dello spray gun fa divergere più rapidamente le particelle dopo che queste hanno lasciato la canna (da qui il nome "spray gun"). Sebbene il raggio d'azione effettivo di quest'arma sia minore di quella del beam rifle, è comunque capace di penetrare l'armatura di un MS-09 Dom, ritenuto l'unità più corazzata della guerra di un anno. Nel romanzo si dice che a distanza ancora più breve la potenza di fuoco del beam spray gun sia ancora maggiore del beam rifle del Gundam.
w:ja:ビームライフル (ガンダムシリーズ)#ビームスプレーガン

### Beam saber
La beam saber ("sciabola a raggi") nonostante il nome non utilizza megaparticelle: dall'elsa vengono emesse particelle Minovsky ad alta energia che generano un I-field a forma di lama (mediante la manipolazione di campi eletettromagnetici), l'I-field viene poi riempito con plasma soprariscaldato, rendendo l'arma tagliente e letale. Le particelle Minovsky, immagazzinate dall'E-Cap nell'elsa della spada e ricaricate dal reattore del mobile suit ogni volta che l'elsa viene riposizionata nel suo apposito contenitore; pertanto, una volta attivate, le spade non dipendono più dal reattore del mobile suit e possono essere scagliate o usate come esca (come dimostrato in Gundam 0083).
L'interruzione dell'I-field dove questo entra in contatto con una superficie solida (come quella di un mobile suit) permette al plasma di fondere il materiale fino a che l'I-field non può ristabilire sé stesso, permettendo all'arma di "tagliare" praticamente qualunque bersaglio. Così come tiene all'interno il proprio plasma, l'I-field tiene all'esterno altre lame, permettendo a una lama di bloccarne un'altra. Poiché il campo di contenimento può essere plasmato in una varietà di forme semplici è banale creare varianti esotiche come il beam javelin (una versione allungata della beam saber usata come arma da lancio), tomahawk, naginata, ascia, mazza, ecc.
La potenza delle beam saber utilizzate nella guerra di un anno (valutata intorno ai 380 kW) è stata messa in dubbio a causa di certi eventi avvenuti durante la guerra di un anno. Quando Amuro Ray, pilota dell'RX-78 Gundam stava combattendo contro Ramba Ral, utilizzò la sua beam saper per tagliare la corazzatura del suo modulo di comando ed esporre il pilota. Ragionevolmente Ral avrebbe dovuto essere stato incenerito dalla pura energia emessa dall'arma (particolarmente perché la corazzatura del suo modulo di comando era ancora semisolida subito dopo l'evento), ma sopravvisse senza danni. O la sua tuta aveva una resistenza al calore e un sistema di condizionamento dell'aria migliori di quelli del mobile suit o l'I-field impedì al plasma di toccare l'umano.
Quest'arma è nota in Italia come sciabola Laser o spada laser, e per essa va fatto lo stesso discorso del beam rifle; infatti, anch'essa non ha nulla a che vedere con il Laser.
Altre armi del Gundam sono: un potente Hyper Bazooka per scontri a medio\lungo raggio, un singolo colpo può provocare gravi danni alle navi colpite o distruggere con un singolo colpo un Mobile Suit con armatura convenzionale;
Uno Scudo in Titanio Lunare, utilizzato per la difesa e dotato di una fessura che permette al Mobile Suit di proteggersi e vedere allo stesso tempo; inoltre, il Gundam può utilizzare anche armi di origine zeoniana (Armi da Mischia Termiche, Mitragliatrici, Bazooka) ed altre armi federali (mitragliatrici, Beam Gun, Beam Spray Gun, Lancia Missili\Razzi).
w:ja:ビームサーベル#宇宙世紀におけるビームサーベル

### I-field barrier
Un'altra applicazione dell'I-field è la I-field barrier ("barriera I-field"). Questa genera un denso I-field nello spazio che circonda il generatore della barriera, che può deflettere le armi a raggi basate sulla fisica di Minovsky, grazie ad un'interazione di forza (presumibilmente una quinta forza fondamentale) tra megaparticelle e particelle di Minovsky. Comunque questa barriera non ha effetti contro laser o altri attacchi fisici come missili e all'interno del raggio della barriera le armi a raggio non funzionano con la consueta letalità. Nella maggior parte dei casi barriere di questo tipo sono state usate su Mobile Armor sviluppati sia da Zeon che dalla Federazione.
Questa tecnologia venne utilizzata per la prima volta nella guerra di un anno e installata sul massiccio mobile armor del Principato di Zeon MA-08 Big Zam. La stessa tecnologia venne successivamente usata in altri mobile armor, tra cui quello della Delaz Fleet (AMA-X2 Neue Ziel) e quello della Federazione (RX-78GP03 Gundam Dendrobium). Questa tecnologia avrebbe dovuto essere usata anche per l'area del modulo di comando del potente MSA-0011 S Gundam. Il primo mobile suit a essere completamente coperto da un I-field barrier è stato il Crossbone Gundam X-3, che disponeva di un generatore di I-Field su ciascuna mano. Nonostante la sua capacità di deflessione, un I-field questo si surriscalda facilmente. Il MA-08 Big Zam poteva attivare il suo I-field per periodi non più lunghi di 20 minuti e ogni generatore del Crossbone Gundam X-3 poteva operare per un tempo massimo di 115 secondi, con un tempo minimo di raffreddamento di 120 secondi (perciò avendo un intervallo di 10 secondi tra le due sequenze di raffreddamento nel quale si trovava vulnerabile).
Non fu fino all'UC 0153 con il V2 Gundam, e il suo Assault Unit's Mega beam shield, che un mobile suit fu equipaggiato con una I-field barrier di durata illimitata. Un sistema di difesa più potente (il beam shield) era entrato nell'uso comune e l'I-field barrier divenne obsoleto.
Si sa che i Newtype hanno la capacità di attrarre le particelle Minovsky (scene come il penultimo episodio di Mobile Suit Zeta Gundam quando lo Zeta Gundam è coperto da una barriera rossastra che aumenta anche la dimensione della sua beam saber, o in Mobile Suti ZZ Gundam quando un simile fenomeno avviene allo ZZ). In queste situazioni le particelle Minovsky formano una barriera simile a quella di un I-field barrier e a un Minovsky craft effect che deflette tutti i raggi e le armi fisiche grazie alla pura densità delle particelle Minovsky nella zona intorno al veicolo.
w:ja:ミノフスキー物理学#Iフィールドバリアー

### Funnels e Bits
Verso la fine della guerra di un anno ci furono molte ricerche volte allo sviluppo di armi remote progettate per sfruttare la percezione spaziale più acuta dei Newtype. Funnel e bits sono il culmine di queste ricerche.
I funnel ("imbuti") sono essenzialmente razzi controllati remotamente e progettati per essere controllati da un newtype. Sono equipaggiati con un piccolo cannone a megaparticelle e con una riserva di energia per muoversi durante le operazioni. Un pilota newtype è capace di controllarli con grande precisione e di attaccare un nemico da tutte le direzioni, rendendo i mobile suit equipaggiati con funnel estremamente mortali. Quando i funnel non sono in uso si attaccano a punti fissi del mobile suit per ricaricarsi. La prima unità a essere equipaggiata con funnel fu il RX-93 ν Gundam, i cui funnel non potevano essere ricaricati una volta esaurito il propellente, ma disponevano di un proprio minigeneratore di bordo e potevano continuare a far fuoco. Solo il modello successivo RX-93-ν-2 Hi-ν Gundam ebbe la capacità di rifornirli e ricaricali. Se il RX-93-ν-2 Hi-ν Gundam prodotto in massa avesse questa capacità è sconosciuto.
I bits sono essenzialmente simili ai funnel, eccettuato che dispongono di una propria riserva di energia e non necessitano di ricarica. I bits non sempre hanno la capacità di sparare con armi a raggio, i reflector bits dello Psyco Gundam Mk-II vengono usati per dirigere i raggi sparati dal corpo principale verso il bersaglio.
Sebbene i primi funnel possano somigliare davvero a imbuti, possono assumere una varietà di forme, si sono visti anche funnel a forma di pinna. I più inusuali sono forse quelli che equipaggiano il V2 Assault's mega beam shield. Non sparano alcuna arma letale ma sono usati per formare una I-field barrier.
w:ja:ビット (機動戦士ガンダム)、w:ja:ファンネル

### Incoms
L'Incom è la versione filoguidata dei funnel. Sebbene l'attacco omnidirezionale dei funnel e dei bit sia estremamente utile su campo di battaglia, funnel e bit hanno una seria limitazione: solo i newtype possono controllarli con efficacia. Sebbene ci siano stati esperimenti per cyberingegnerizzare newtype, questi si sono rivelati estremamente instabili e non ci sono semplicemente sufficienti newtype disponibili per utilizzare in grande quantità funnel e bit. Pertanto vennero create versioni filoguidate chiamate Incoms, così che piloti normali possano usarle.
Il primo a esserne equipaggiato fu il mobile armor di Zeon MAN-03 Braw Bro, ma occorreva così tanto concentrazione per controllarli che serviva un secondo pilota. Sebbene fosse stata progettata pensando a persone normali i newtype possono controllarli con più efficalcia. Le prime armi filoguidate psycommu furono spesso installate su unità destinate a newtype. Per esempio l'MSN-02 Zeong e l'NZ-333 Alpha Azieru sono entrambi veicoli destinati a newtype equipaggiati con incom. Il ORX-013 Gundam Mk-V è un'altra unità di test che può usare Incom.
L'RX-94 ν Gundam per la produzione di massa può essere equipaggiato con incom, invece che con funnel.
w:ja:インコム

### Fin Funnel Field
La scudo energetico del RX-93 Nu Gundam, a volte detto fin-funnel field (FF-Field) non era propriamente una I-field barrier, ma un antesignano del beam shield. Questo strumento funziona rilasciando particelle Minovsky nel reattore dei fin funnel ("funnel a pinna") e intrappolandoli temporaneamente nel campo elettromagnetico generato dai funnel e che viene usato per sagomare la I-field barrier.
Un sistema difensivo simile venne usato in precedenza da Harman in Mobile Suit Gundam ZZ per bloccare il megacannone a particelle da 50 MW del Gundam ZZ mettendo la mano del suo mobile suit Qubely di fronte per rilasciare le particelle Minovsky e un campo elettromagnetico dal suo gun/beam saber ibrida montate sulle braccia del mobile suit. Comunque non venne dato un nome al suo tentativo, coraggioso ma quasi suicida.
w:ja:ミノフスキー物理学#Iフィールドバリアー

### beam shield
La prima applicazione difensiva della tecnologia del beam saber fu l'I-field barrier proiettata dai fin funenl del RX-93 Nu Gundam. Questa barriera creava uno schermo tetraedico intorno al mobile suit, con un fin funnel a ogni vertice dei piani di energia, che formavano i piani di energia in modo simile a come viene formata la lama di una beam saber. Diversamente dalla classica I-field barrier, questa barriera non solo defletteva i raggi, ma poteva anche deflettere (o distruggere) attacchi fisici o con missili (agendo sia come un Minovsky Craft system che come beam-blade simultaneamente). Poteva comunque essere fatta collassare da attacchi sufficientemente potenti. Il cosiddetto Fin Funnel Field non poteva essere usato come arma a causa dei limiti sui funnel e sull'I-field coinvolti.
Per l'UC 0120 la miniaturizzazione e l'aumento di potenza dei moderni mobile suit rese possibile utilizzare una versione semplificata di questa barriera, il beam shiedl ("scudo a raggi"), su tutti i mobile suit. Un beam shield è composto da un semplice piano di plasma che si irradia da un generatore centrale e che può essere usato come scudo fisico per deflettere attacchi nemici. Poiché i bordi del beam shield sono mortali tanto quanto la lama di una beam saber (dato che si tratta semplicemente di una beam saber formata a forma di scudo) il computer del mobile suit disattiva automaticamente sezioni dello schermo che trancerebbero via gli arti del mobile suit stesso.
Sebbene fosse limitato a una singola direzione e come l'I-field barrier potesse essere fatto collassare da un attacco sufficientemente potente, l'energia richiesta dal suo funzionamento era minore e la sua efficacia era maggiore contro ogni tipo di arma, rendendolo una alternativa soddisfacente alla I-field barrier. Per l'UC 0150 anche alcune navi da guerra furono equipaggiate con beam shield, tra cui la Joan D'arc di Victory Gundam e la Mother Vanguard dal manga  Crossbone Gundam (manga).
Comunque un'arma raggi a energia relativamente bassa è stata sviluppata per controbattere questa tecnologia, il Variable Speed beam rifle (vedi sotto)
Dopo Victory Gundam, il beam shield venne minimizzato sia in dimensione che in numero, e equipaggiava ancora alcune mobile suit in  G-Saviour.
w:ja:ビームシールド

### Variable Speed beam rifle
Per l'UC 0120 anche le più deboli mobile weapon prodotte in massa erano equipaggiate con un beam shield impenetrabile alle normali armi dei mobile suit. Questo spinse allo sviluppo di mobile suit progettate per il combattimento ravvicinato e a sviluppare armi molto più potenti. Comunque entrambe le opzioni erano molto costose, la seconda anche dal punto di vista dell'energia che sarebbe occorsa. Infine venne sviluppato il Variable Speed beam rifle ("fucile a raggi a velocità variabile") in modo che potesse cambiare tra due modalità di funzionamento
1. alta penetrazione
2. alto danno

Nella prima modalità emette un raggio di megaparticelle capace di penetrare un beam shield, comunque il danno causato al bersaglio è significativamente minore. La seconda modalità è simile a un beam rifle normale, le megaparticelle hanno una velocità inferiore e pur essendo meno penetranti perdono la loro energia all'interno del bersaglio, ritornando a essere particelle di Minovsky e distruggendo il bersaglio dall'interno.
Il VSBR rimaneva una tecnologia costosa e difficilmente fu prodotta in massa. Furono equipaggiati solo modelli di fascia alta, come il Crossbone Gundam X-3, F-90 V type, F-91 e il V2 Assault unit e un solo tipo di unità prodotto in massa (l'F-91 in Crossbone Gundam), poteva essere equipaggiato con quest'arma.
Il solo metodo per fermare l'attacco di un VSBR è con un intenso I-field. Comunque i generatori di I-field miniaturizzati installabili su un mobile suit erano unità costose e perciò poco comuni nell'UC0 120
w:ja:ビームライフル (ガンダムシリーズ)#ヴェスバー

### Generative beam rifle Device
Una variante del beam rifle installato sui mobile suit è il Generative beam rifle Device (GBRD), installato sul RX-99 Neo Gundam. Questa variante conteneva un generatore di energia separato e installato solo a uso del beam rifle. Il GBDR ha la possibilità di cambiare la modalità di fuoco del Variable Speed beam rifle.
w:ja:ビームライフル (ガンダムシリーズ)#G-B.R.D

### Propulsione Minovsky
La più recente di tutte le tecnologie Minovsky, la propulsione Minovsky venne introdotta per i mobile suit nell'UC 0153. Lo sviluppo iniziò nel novembre UC 0152 e terminò ai primi del 0153. L'unica unità equipaggiata con lo strumento il V2 Gundam entrò in combattimento in aprile
Comunque rapporti successivi indicarono che la prima unità equipaggiata con una propulsione Minovsky fu il Mother Vanguard e la sua nave sorella in Crossbone gundam. Utilizzando lo scudo a raggi installato sulla nave questa poteva essere propulsa da un meccanismo simile a quello di un motore Minovsky.
Lo strumento emette un grande ammontare di particelle Minovsky come massa di propulsione. Sebbene possa sembrare che questa tecnologia violi la seconda legge di Newton, la fisica è molto simile a quella di una propulsione a fotoni, poiché le particelle Minovsky hanno una massa di riposo prossima allo zero.
La propulsione Minovsky è di gran lunga il più potente propellente nella cronologia dell'Universal Century ed è capace di spingere il V2 Gundam a un'accelerazione di fino a 20 G (196,2 m/s²), e può spingere l'unità ad una velocità massima pari all'80% della velocità della luce. Il reattore a fusione Minovsky genera il flusso di particelle, fornendo una grande autonomia. Si stima che il reattore del V2 Gundam possa sostenere questa propulsione per almeno 14 giorni.
La manifestazione esterna della propulsione Minovsky sono due fiamme di particelle di plasma Minovsky, dette Ali di luce (Hikari no tsubasa), dietro all'unità e lunghe approssimativamente 1 km. Le ali di luce hanno un effetto distruttivo simile a quello di una spada a raggi (ma oltre 100 volte più grosse), ma non sono intrappolate in un I-field. Pertanto ogni cosa che venga in contatto con le ali viene distrutta ed è praticamente impossibile bloccarle con spade a raggi convenzionali poiché non essendo intrappolate in un I-field la forza di repulsione è minima.

## Newtypes e tecnologia correlata
La parola Newtype entrò in uso quando Zeon Zum Daikun, fondatore della colonia spaziale del Principato di Zeon, creò la sua filosofia: il genere umano era destinato a abbandonare la Terra per lo spazio dove si sarebbe evoluto in un nuovo stadio dell'evoluzione chiamato newtype.
Con il crescere in numero di newtype durante e dopo la guerra di un anno, venne inventato il sistema Psycommu (Psychic Communicator) che permetteva a questi newtype di controllare armi remote conosciute come bits e funnels, e anche mobile suit, mediante il solo pensiero. Un Psycommu è uno strumento connesso direttamente alla mente del suo utilizzatore, che può manipolarlo con i suoi pensieri. Il nome è una fusione di psychic e communicator.
Lo Psycoframe è una successiva tecnologia che installa lo Psycommu nella struttura atomica metallica di un mobile suit, permettendo a un pilota newtype di controllarlo come se fosse il suo corpo.
Altre tecnologie newtype sviluppate sono il sistema Bio-Sensor, il sistema Quasi-psycommu, il sistema Neo-psycommu, il Bio-computer, l'EXAM System e la fortezza Angel Halo.